# 坂上広雄
坂上 広雄（さかのうえ の ひろお）は、平安時代初期の貴族。大納言・坂上田村麻呂の子。官位は従五位下・右近衛少将。

## 経歴
仁明朝の天長10年（834年）従五位下に叙爵し、承和9年（842年）右近衛少将に任ぜられた。
彼の系統からは孫の坂上安主が相賀氏の祖となり、同じく孫の坂上仲澄が近江国に所領を与えられて土着し、鎌倉幕府の御家人生地氏の始祖となっている。高野山下山後の織田秀信の継室となったという伝承に登場する町野の父・生地新左衛門尉をこの系統と考える説もある。

## 官歴
『続日本後紀』による。
- 時期不詳：正六位上
- 天長10年（834年）11月18日：従五位下
- 承和9年（842年） 7月25日：右近衛少将

## 系譜
- 父：坂上田村麻呂（758-811）
- 母：不詳
- 生母不明の子女
  - 男子：坂上高直